# Psychofreak
«Psychofreak» (estilizado en minúsculas) es una canción de la cantante cubanomexicana Camila Cabello, con la cantautora estadounidense Willow. Fue lanzada a través de Epic Records como tercer sencillo del  tercer álbum de estudio de Camila Familia, publicada el 8 de abril de 2022 junto al álbum.

## Antecedentes
Mientras grababan «Psychofreak», Cabello tuvo algunos sentimientos de vulnerabilidad y vergüenza. Se sentía "muy ansiosa" en el estudio y decidió improvisar un verso. Cuándo terminó de grabar la pista, se volvió a sentir "terrible y avergonzada", pero luego declaró que era una de sus canciones favoritas del álbum. La canción está basada en la ansiedad de la cantante y la lucha de mantenerse en el presente a pesar de sentir paranoía o insegura.

## Composición y letras
"Psychofreak" es una canción de Trip hop y dark pop que está puesto en la escala de B♭ mayor con un tempo de 90 latidos por minuto. En una entrevista con Reuters el 8 de abril de 2022, el mismo día en el que la canción y el álbum fueron publicados, Cabello confirmó que una línea de la canción era sobre su partida del girl group estadounidense Fifth Harmony ("I don't blame the girls for how it went down"); en español: "no culpo las chicas de cómo me fui para abajo". Añadiendo que "aquella canción es básicamente la aproximación de su ansiedad y de todas de las cosas que han pasado como en su viaje con mucha ansiedad y de como realmente se sentía de joven cuando comenzó en la industria musical".
Nick Levine de NME destaca que la canción va a ser el "saltador de las listas" y  "prueba que todavía es posible escribir una canción inteligente y original sobre la salud mental en 2022". El "gancho vocal arriesgado" fue comparada con la cantautora estadounidense Suzanne Vega en su sencillo «Tom's Diner», de su segundo álbum de estudio Solitude Standing publicado en 1987. Ver a Cabello cantar sobre la disociación usando la sátira: "Sometimes I don't trust the way I feel / On my Instagram talking about 'I'm healed"; en español: "A veces no confío en la forma en que me siento / En mi Instagram hablando de 'Estoy curada'".

## Presentaciones en vivo
«Psychofreak» tuvo su primera presentación en el concierto de TikTok Familia: Welcome to the Family  realizado el 7 de abril de 2022, en donde se interpretaron todas las canciones del álbum. Cabello se presentó con outfit de color amarillo detrás de un fondo de color blanco y negro junto a los bailarines que usaban los mismos colores
El 9 de abril de 2022, Cabello y Willow la interpretaron juntas por primera vez en  Saturday Night Live  donde Cabello fue la invitada musical. Se volvió a tocar la canción en The Today Show el 12 de abril de 2022 como parte de la serie de Citi Concert.

## Posicionamiento en las listas
| Listas (2022)                      | Posición |
| ---------------------------------- | -------- |
| Brasil (Pop Internacional)         | 9        |
| Canadá (Canadian Hot 100)          | 41       |
| Estados Unidos (Billboard Hot 100) | 75       |
| Global 200 (Billboard)             | 50       |
| Grecia (IFPI)                      | 94       |
| Irlanda (IRMA)                     | 49       |
| Nueva Zelanda Hot Singles (RMNZ)   | 5        |
| Portugal (AFP)                     | 107      |
| Suecia (Sverigetopplistan)         | 85       |
| Reino Unido (UK Singles Chart)     | 73       |